# Sozisa Dlamini
Sozisa Dlamini (1912 – 1992) è stato un principe e politico swazilandese, che era il capo di Gundvwini e divenne la Persona Autorizzata dello Swaziland dal 1982 al 1985 dopo la morte di Sobhuza II, e nel 1983 fu brevemente il reggente della nazione, dopo che depose la Regina Dzeliwe. Dal 1983 fu la Persona Autorizzata della nuova Regina Reggente, Ntfombi, con ampi poteri. Sebbene non avesse il titolo, era per la maggior parte dei casi il sovrano de facto del paese. Cadde dal potere nel luglio 1984, dopo essere stato accusato di aver pianificato un colpo di stato, e fu sospeso dalla carica di persona autorizzata fino a quando la Regina Ntfombi non pose fino al suo incarico il 1 novembre 1985.

## Biografia
Il principe Sozisa, che era già un principe anziano della nazione Swazi, giocò un ruolo di primo piano nei negoziati che portarono all'indipendenza dal Regno Unito nel 1968. Per molti anni fu uno dei più stretti consiglieri del re Sobhuza II e una figura significativa nel paese.
Dopo la morte del re Sobhuza nell'agosto del 1982, il principe Sozisa Dlamini ricoprì il potente incarico di  'Persona Autorizzata', il ruolo di primo piano tra gli anziani della nazione, essendo stato designato tale dal re prima di morire.
A quel tempo, non c'era certezza su chi avrebbe ereditato il trono, e la vedova di Sobhuza, la regina Dzeliwe, fu scelta mediante un processo tribale segreto per assumere la reggenza. Allo stesso tempo, il principe Sozisa fu annunciato come il principale consigliere della regina, quando il Times lo descrisse come "un parente anziano e finora oscuro del defunto re che porta il delizioso titolo di persona autorizzata". Membro anziano del Liqoqo, un consiglio supremo di anziani tribali, in pratica si credeva che Sozisa fosse a capo del governo dello Swaziland sebbene nominalmente Mabandla Dlamini fosse il primo ministro. All'inizio del 1983, Sozisa era ancora consigliere della regina, sebbene fosse "in cattive condizioni di salute". il 20 marzo 1983, Sozisa presiedette una conferenza stampa presso il principale kraal reale di Lobamba, sostenuto dai ministri del gabinetto Polycarp Dlamini, Richard Dlamini e dal principe Gabneni, e annunciò che Mabandla Dlamini che Mabandla Dlamini era stato licenziato dalla carica di Primo Ministro. Il giorno successivo, Mabandla si recò come al solito nel suo ufficio, sostenendo che la regina non lo aveva ancora informato. In seguito non si sapeva se la regina avesse approvato un cambio di primo ministro, ma una settimana dopo Mabandla era stato sostituito da Bhekimpi Dlamini, un altro membro della casa reale. Si pensava che la chiave del cambiamento fosse che Bhekimpi fosse più ricettivo alla proposta sudafricana di trasferire la maggior parte della terra di KaNgwane, un'area di circa 7.800 chilometri quadrati (3.000 miglia quadrate) con una popolazione teorica di 800.000 abitanti, e un tratto di costa sull'Oceano Indiano allo Swaziland.
Nel luglio 1983 furono annunciate le elezioni previste per ottobre. A quel tempo, si diceva che il paese era sotto il controllo totale del Liqoqo.
Il 9 agosto 1983, la regina Dzeliwe fu deposta dalla carica di reggente e posta agli arresti domiciliari. Un avviso del suo licenziamento, firmato dal principe Sozisa, è apparso lo stesso giorno nella Gazzetta Governativa. Sozisa fu brevemente in carica, dal 9 agosto al 19 agosto 1983, mentre Ntfombi fu scelta come nuova regina reggente. Il suo figlio quattordicenne Mswati emerse dalla lotta come principe ereditario e nel 1986 fu incoronato re con il nome di Mswati III. Uno dei primi atti di Ntfombi come reggente fu quello di conferire poteri delegati alla persona autorizzata, che era ancora Sozisa,  per firmare documenti statali che prendevano decisioni su una serie di questioni di importanza nazionale. Questo cambiamento era stato richiesto dalla fazione 'Tibiyo'. Successivamente, la costituzione fu rivista per prevedere che laddove il reggente e la Persona Autorizzata non fossero d'accordo su qualsiasi questione, si dovesse riferire ai principi e ai capi.
Il 13 settembre 1983 Sozisa pronunciò un discorso in cui condannò l'Unione Sovietica, e il 12 ottobre tre dei suoi oppositori politici furono accusati di sedizione.

## Caduta dal potere
All'inizio del luglio 1984, lo Swazi Observer riferì che Sozisa, sebbene presidente del Liqoqo, non partecipava più alle sue riunioni. Più o meno nello stesso momento, la sua scorta di polizia e militari aveva smesso di sorvegliarlo. Sozisa rimase la persona autorizzata fino alla fine di agosto 1984, quando il Liqoqo lo sospese, tra le accuse secondo cui aveva tentato un colpo di stato a giugno. Successivamente è stato riferito che si era nascosto a Siteki, sotto stretta sorveglianza. L'annuncio ufficiale della cessazione di Sozisa come persona autorizzata è stato pubblicato solo un anno dopo. Dopo questo, non fu più visto ne sentito. Si dice che sia morto nel 1992.
Sozisa restò capo di Gundvwini fino alla sua morte, quando gli successe come capo ad interim suo fratello, il principe Tfohlongwane Dlamini, che rimase in carica fino al 2001, quando divenne presidente del comitato permanente del Consiglio nazionale dello Swaziland. In quell'anno, il principe Mangaliso Dlamini divenne il nuovo capo di Gundvwini.